# 治水神社

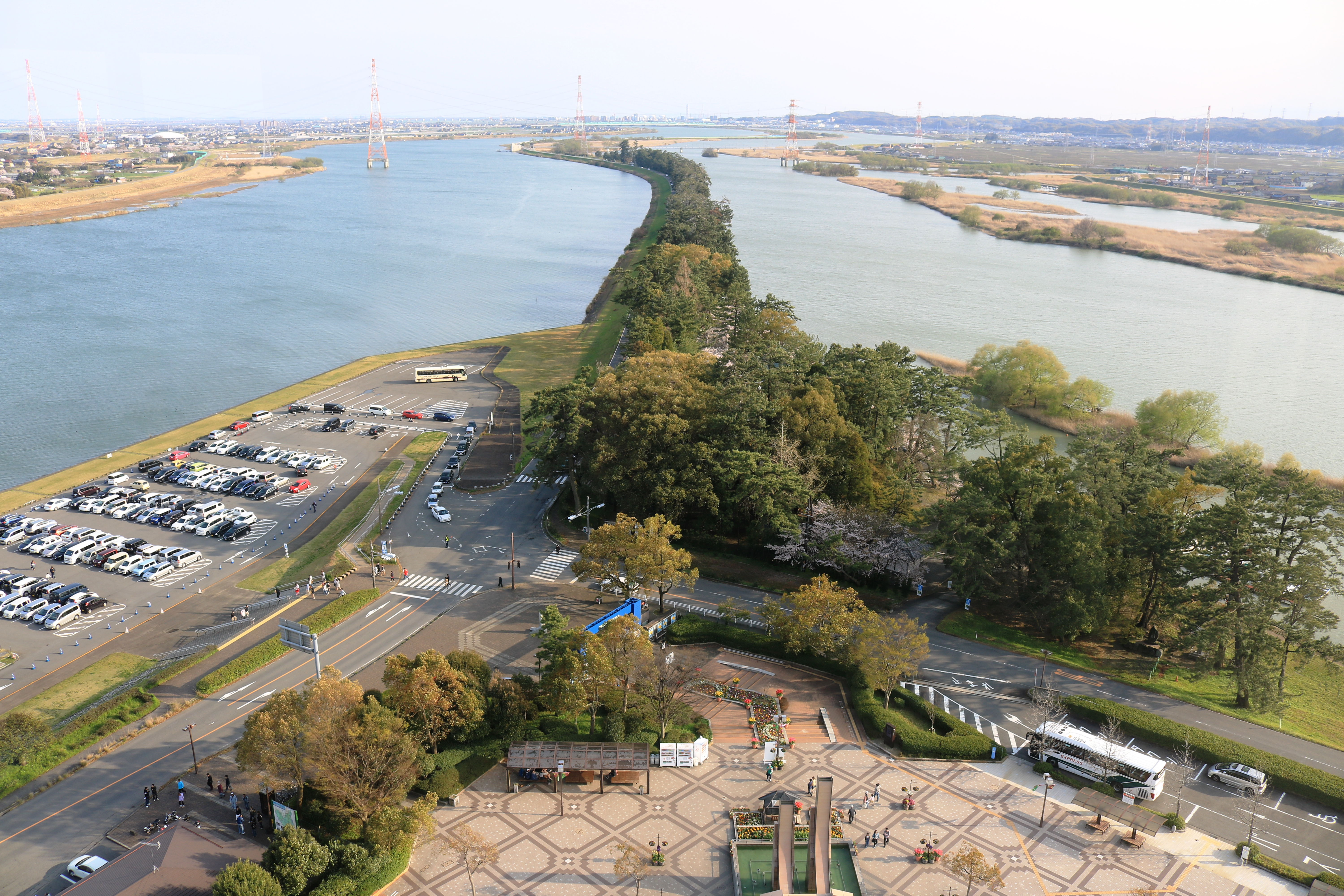
木曽三川公園センターの展望タワーから望む木曽三川公園センターの南側に隣接する治水神社（中央部）と南側に続く千本松原

治水神社（）は、岐阜県海津市海津町油島にある神社である。

## ご利益
水難避け、家内安全、交通安全にご利益があるという。

## 祭神
薩摩藩家老・平田靱負（）及び薩摩藩士84名。
靱負は、宝暦4〜5年（1754〜1755年）、薩摩藩が幕府の命で行なった、木曽三川分流の治水工事（宝暦治水）の責任者であった。治水工事が終わると、莫大な工事費用と数多くの藩士が亡くなった事の責任を取り自害している。

## 歴史
- 1938年（昭和13年）建立。
  - 薩摩藩士を祭る為に、1927年（昭和2年）起工。地元の人々の浄財で建立される。

## 交通機関
最寄りの駅は、養老鉄道養老線 多度駅。ここより約5キロメートル。
養老鉄道養老線 石津駅・美濃松山駅・駒野駅より、海津市コミュニティバス南幹線「木曾三川公園」バス停下車、徒歩で約1分。

## その他
毎年4月25日と10月25日には、靱負と薩摩藩士の功績と供養の為の慰霊祭が行なわれる。
境内には、治水観音堂があり、治水観音大菩薩（海津市指定有形文化財）と薩摩藩士の位牌が祭られている。
境内の幕などは、島津家の家紋「丸に十の字（）」となっている。
北側に岐阜県道220号安八海津線を挟んで木曽三川公園（木曽三川公園センター）が隣接する。